# 甲殻不動戦記 ロボサン
『甲殻不動戦記 ロボサン』（こうかくふどうせんき ロボサン）は、2014年10月18日から12月27日まで毎週土曜日0:52 - 1:23（金曜日深夜）に、テレビ東京系の「金曜25時」枠で放送されていた日本のテレビドラマ。主演は私立恵比寿中学。ひかりTVで先行配信。なお、本項目では日時表記を日本標準時で記載し、提出された出典内容や公式サイトで表示されている内容とは異なる。

## あらすじ
今よりほんの少し昔、人類は謎の宇宙生物の襲来により滅亡の危機を迎えていた。その時、どこからともなく現れた巨大ロボが宇宙生物の脅威から地球を救った。そのロボットは宇宙生物を追い払うと、突然機能を停止しその場に眠るように座してしまう…。
そして現在、ゴーストタウンと化した街に眠るロボットのコクピットとみられる場所では、独自にロボット研究をしている橘教授（甲本雅裕）が、宇宙生物の再襲来に備え優秀なパイロット候補たちを集めようとしていたが、そこにいたのは放課後帰りの溜り場としてコクピットに居座り、勝手気ままにくつろぐ8人の女子中学生（私立恵比寿中学）たち。
しかし、この8人の女子中学生の巻き起こす事件が、眠っていたロボットの覚醒へと導いていく…!？

## 概要
私立恵比寿中学8人全員で主演を務めるのは初で、メンバーのうち真山りか、星名美怜、中山莉子に至ってはドラマ・映画を含めた芝居自体、初挑戦となる。
メンバー全員高校生の役（といっても、当時は実際もほとんどが現役）だが、劇中の制服やセリフ（会話）からも分かるように、出身校はバラバラの設定となっている。また、会話のやり取りから真山、星名、小林、中山の年齢設定も実際とは若干異なっている模様。
主題歌（オープニング）を自分たちの持ち歌（『ハイタテキ!』）、エンディングを後輩グループ（弟分にあたる）「超特急」が担当しているのも特徴。

## キャスト
- アコ姉（山本 アキコ[注 1]） - 真山りか
- スーさん（鈴木 カレン[注 2]） - 安本彩花
- 芹澤（芹澤 ひまり[注 1]） - 廣田あいか
- マリー（西園 茉莉[5]） - 星名美怜
- 吉田（吉田 瑞穂、本名・橘 瑞穂[注 3]） - 松野莉奈
- ちーちゃん（森 ちひろ[6]） - 柏木ひなた
- トモ（高田 トモエ[注 1]） - 小林歌穂
- 工藤ちゃん（工藤 あかね[7]） - 中山莉子
- 橘教授 - 甲本雅裕

### ゲスト
第3話
- マリーのお母さん - 遊井亮子

第5話
- 先輩スパイ - 神保悟志
- 後輩スパイ - 迫田孝也

第6話
- リサ - 高橋メアリージュン
- アンナ - 佐藤綾衣
- エマ - 佐藤乃莉
- エリカ - スミス楓
- アヤ - 畑井咲耶
- セイラ - 大里莉楠
- ジュン - 中山未希
- リオナ - 岡本葉月

## スタッフ
- 脚本 - 土屋亮一（シベリア少女鉄道）、廣川祐樹、福田晶平、鈴木拓也（テレビ東京）
- 音楽 - 戸田信子
- 監督 - Yuki Saito
- オープニングテーマ - 私立恵比寿中学「ハイタテキ!」（デフスターレコーズ）[8]
- エンディングテーマ - 超特急「Star Gear」（SDR）[9]
- 撮影監督 - Shogo
- 助監督 - 嶋田明美、内海光仁
- オープニングアニメーション - 田中紫紋
- VFXスーパーバイザー - 野口光一（東映アニメーション）[10]
- メカニックデザイン - 川崎健太郎、中村充彦
- チーフプロデューサー - 祖父江里奈（テレビ東京）
- プロデューサー - 加藤伸崇、坪ノ内俊也、大越大士
- コンテンツプロデューサー - 日暮奈々美、高橋浩史（テレビ東京）
- アシスタントプロデューサー - 阿利極
- 協力 - スターダストプロモーション
- VFX制作 - 東映アニメーション
- 制作協力 - ビデオフォーカス
- 制作 - テレビ東京、SDP
- 製作著作 - 「ロボサン」製作委員会

## 放送日程
| 各話   | 放送日   | サブタイトル               | 脚本                       |
| ------ | -------- | -------------------------- | -------------------------- |
| 第1話  | 10月18日 | ロボサン廃墟に立つ!!       | 土屋亮一 鈴木拓也          |
| 第2話  | 10月25日 | 急襲! 望まざる夜会への誘い | 土屋亮一 鈴木拓也          |
| 第3話  | 11月01日 | サイキョー来訪者           | 廣川祐樹 土屋亮一 鈴木拓也 |
| 第4話  | 11月08日 | 容疑者XYZの転身            | 福田晶平 土屋亮一 鈴木拓也 |
| 第5話  | 11月15日 | 男スパイ潜入!              | 廣川祐樹 土屋亮一 鈴木拓也 |
| 第6話  | 11月22日 | パイロットは、美女か少女!  | 土屋亮一 鈴木拓也          |
| 第7話  | 11月29日 | 食べない、弁当             | 福田晶平 土屋亮一 鈴木拓也 |
| 第8話  | 12月06日 | 箱入り娘の恋               | 土屋亮一 鈴木拓也          |
| 第9話  | 12月13日 | 告白の吉田                 | 土屋亮一 鈴木拓也          |
| 第10話 | 12月20日 | もろびとこぞりて           | 福田晶平 土屋亮一 鈴木拓也 |
| 第11話 | 12月27日 | 戦場でメリークリスマス     | 土屋亮一 鈴木拓也          |

## ネット局
| 放送対象地域 | 放送局             | 系列           | 放送期間                      | 放送日時                     | 備考       |
| ------------ | ------------------ | -------------- | ----------------------------- | ---------------------------- | ---------- |
| 関東広域圏   | テレビ東京         | テレビ東京系列 | 2014年10月18日 - 12月27日     | 土曜 0:52 - 1:23（金曜深夜） | 制作局     |
| 北海道       | テレビ北海道       | テレビ東京系列 | 2014年10月18日 - 12月27日     | 土曜 0:52 - 1:23（金曜深夜） | 同時ネット |
| 大阪府       | テレビ大阪         | テレビ東京系列 | 2014年10月18日 - 12月27日     | 土曜 0:52 - 1:23（金曜深夜） | 同時ネット |
| 福岡県       | TVQ九州放送        | テレビ東京系列 | 2014年10月18日 - 12月27日     | 土曜 0:52 - 1:23（金曜深夜） | 同時ネット |
| 和歌山県     | テレビ和歌山       | 独立局         | 2014年11月21日 - 2015年2月6日 | 金曜 0:35 - 1:05（木曜深夜） | 34日遅れ   |
| 福島県       | テレビユー福島     | TBS系列        | 2015年1月10日 - 3月21日       | 土曜 1:25 - 1:55（金曜深夜） |            |
| 岩手県       | 岩手めんこいテレビ | フジテレビ系列 | 2015年1月18日 - 3月29日       | 日曜 1:05 - 1:35（土曜深夜） |            |